# Automobili Nazzaro

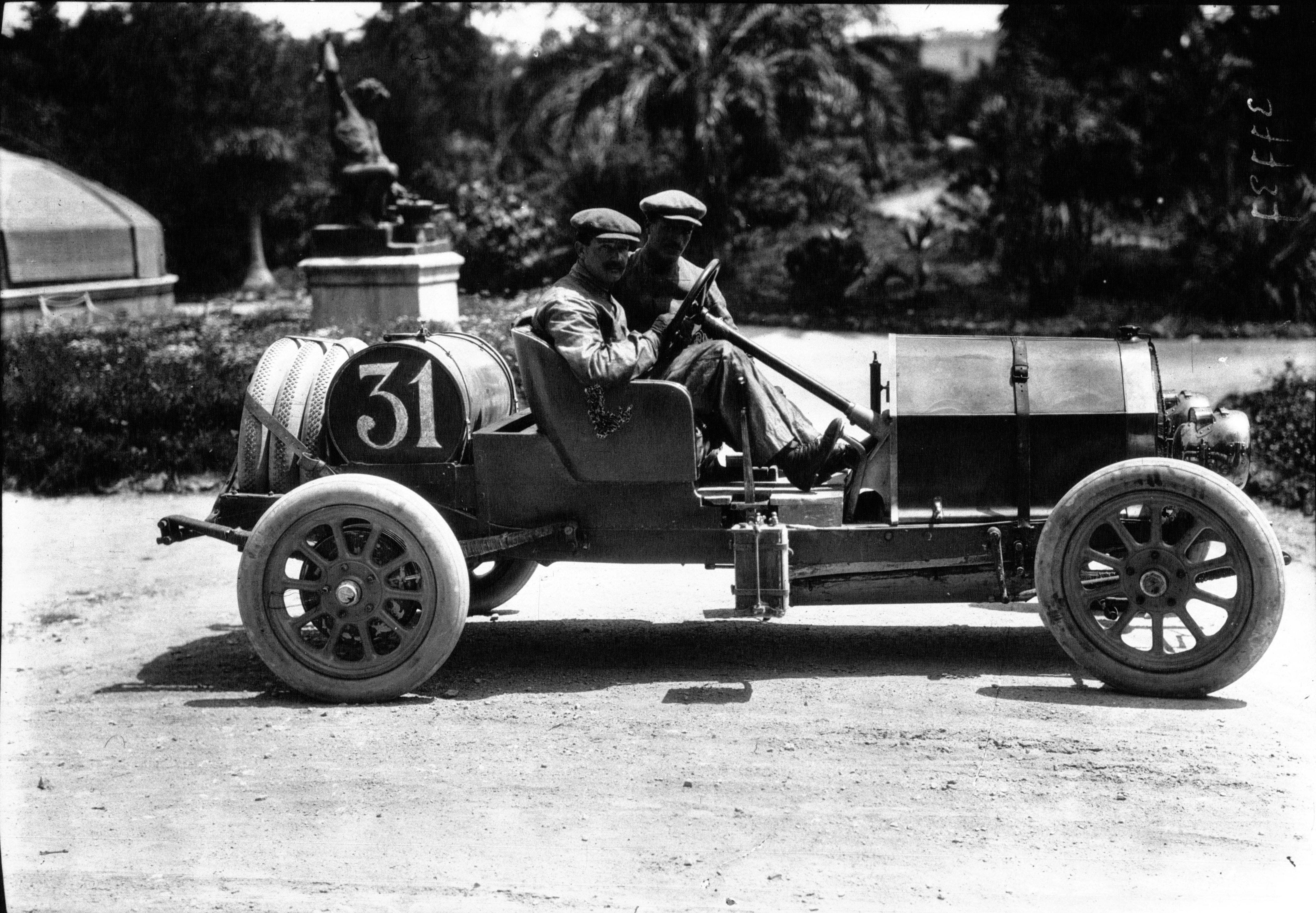
Felice Nazzaro za volantem svého vozu během Targa Florio 1913

Automobili Nazzaro byl italský výrobce automobilů.

## Historie
Závodník Felice Nazzaro založil 1. července 1911 společně se svým švagrem Pilade Masoerem, Mauriziem Fabrym a Arnoldem Zollerem společnost Nazzaro & C., Fabbrica Automobili v Turíně. Automobily vyráběli pod značkou Nazzaro. V roce 1916 společnost likvidovala a koupil ji Franco Tosi. Po první světové válce vznikla v Florencii nová firma Automobili Nazzaro, která výrobu automobilů ukončila v roce 1923.

## Vozidla

### Nazzaro & C., Fabbrica Automobili
První model nazvaný Tipo 1 měl čtyřválcový řadový motor o objemu 4398 cm³ a výkonu 70 koní a čtyřstupňovou převodovku. Nabízen byl ve dvou karosářských variantách, jako jako cestovní vůz nebo limuzína. Následující model, označený Tipo 2, respektive 20/30 HP, měl sice shodný motor, ale šlo o vyloženě sportovní vůz dodávaný především s otevřenou dvoumístnou karosérií. Maximální rychlost dosahovala 100 km/h.
Tipo 3, resp. 35 HP měl základ v Tipo 2, disponoval však výkonnějším motorem. V roce 1914 vznikly závodní vozy pro Grad Prix, konané necelý týden po atentátu na arcivévodu Františka Ferdinanda d'Este v Sarajevu. Měly čtyřválcové motory s objemem 4500 cm³ a čtyřmi ventily na válec. Všechny tři speciály ale pro poruchu motorů nedojely. Jejich jezdci byli Felice Nazzaro, Jean Porporato a De Moraes. Výrobu vozů Tipo 4 záhy na to ukončila válka. Od roku 1915 byly vyráběny nákladní automobily, které poháněly motory firmy Anzani.
S vozem Tipo 2 zvítězil Felice Nazzaro v závodě Targa Florio 1913 a v roce 1914 vyhrál Coppa Florio na voze Tipo 3.
Firma Nazzaro celkem do roku 1916 vyrobila asi 50 nákladních a 230 osobních autormobilů. V tomto roce felice Nazzaro ve firmě ukončil svou činnost a vrátil se k závodění ve stáji Fiat.

### Automobili Nazzaro
V nově založené firmě vznikl opět závodní vůz označený Tipo 5. Byl poháněn čtřválcovým motorem o objemu 3500 cm³ a měl klínovitý přední chladič. Typ 5 byl nasazen při závodě Targa Florio 1920. Od roku 1922 následoval motor s dvěma výfukovými ventily na válec. Celkem bylo od roku 1919 vyrobeno 210 automobilů.